# Assyrische Königsliste
Die assyrische Königsliste (AKL) führt die Namen der assyrischen Könige von den Anfängen bis 722 v. Chr. auf. Zwischen 911 und 722 v. Chr. kann die AKL mit der Eponymenliste abgeglichen werden, die für den Zeitraum von 911 und 649 v. Chr. komplett vorliegt. Für die Regierungszeit von Salmanassar IV., Assur-dan III., Assur-nirari V. und Salmanassar V. ist die Königsliste weitgehend die einzige Quelle; auch für die Regierungszeit von Adad-nīrārī III. ist sie entscheidend. Sie wurde wahrscheinlich zuerst in der Regierungszeit von Šamši-Adad I. zusammengestellt, um dessen Thronbesteigung zu legitimieren, und dann unter späteren Herrschern weitergeführt.

## Überlieferung
Es gibt zwei assyrische Königslisten. Die eine existiert in fünf Abschriften, die aber alle Lücken haben, drei davon sind sehr schlecht erhalten:
- Khorsabad-Liste 1 (KhKL)
- Khorsabad-Liste 2 (KhKL)
- SDAS Liste (Seventh-day adventist seminary kinglist), endet mit der Regierungszeit von Salmanassar V. (726-722).
- KAV 21+22, geht von Tukulti-Ninurta I. bis Tiglat-pileser II.
- KAV 23+24

Die zweite Liste ist nur aus einer einzigen Kopie bekannt (VAT 9812, Nasouhi 1927 oder NaKL). Sie gibt die Regierungszeiten nicht an und hat für die Zeit zwischen Išme-Dagan I. und Šu-Ninua eine andere Reihenfolge der Herrscher.
Die Listen basieren zumindest teilweise auf bereits beschädigten älteren Originalen. Teilweise haben die Schreiber versucht, Lücken zu ergänzen, nicht immer mit Erfolg. Teilweise notieren sie aber auch ḫepi (zerbrochen).

## Aufbau und Inhalt
Die ersten 17 Könige, „die in Zelten wohnten“, erscheinen in zwei parallelen Spalten ohne weitere Details. Auf sie folgen zehn Könige, „die Vorfahren waren“. Auch von diesen Herrschern ist außer den Namen nichts bekannt. Die nächsten sechs Könige sind von Ziegelinschriften bekannt, wurden also von den Kompilatoren der Liste mit quasi archäologischen Methoden ermittelt. Vermutlich ist ihre Reihenfolge mehr oder weniger zufällig, zumal von diesen ersten 32 Königen bis Ilu-šūma auch keine Regierungsdaten bekannt sind. Zu Ilu-šūmas Nachfolger Ērišum I. ist vermerkt, dass er ṭuppịšu (vermutlich: weniger als ein Jahr) regierte.
Für die spätere Zeit besteht die Königsliste aus drei Spalten, von denen die erste meist zerstört ist. Sie enthält den Namen des eponymen Beamten, der oft aus der Eponymenliste ergänzt werden kann. In der zweiten Spalte ist ihr Amt vermerkt. Ab der Zeit von Šamši-Adad I. sind auch die Regierungszeiten der Herrscher bekannt.

## Absolute Datierung und Synchronismen
Die absolute Datierung beruht auf einer Sonnenfinsternis im Eponymat von Bur-saggilê unter der Regierung von Assur-dan III. Nach astronomischen Berechnungen fand sie am 15. Juni 763 statt. Außerdem ist bekannt, dass Schamschi-Adad I. im 17. Regierungsjahr von Hammurabi von Babylon verstarb, dessen Regierungsdaten aber nicht gesichert sind.

## Zuverlässigkeit
Die Liste ist für die Zeit vor Šu-ninua und noch mehr vor Šamši-Adad I. mit Sicherheit unzuverlässig. Zwei anderweitig belegte Könige, Puzur-Sin und Ušpia, fehlen. Auch die Reihenfolge ist nicht immer korrekt, und teilweise ist auch die Abstammung falsch angegeben. Die Reihenfolge der Könige 18–25 ist vielleicht umgekehrt worden. Von diesen Herrschern sind die Namen der Väter überliefert. Für die Könige zwischen Išme-Dagan I. und Šu-ninua gibt die Liste VAT 9812 andere Namen. Reade nimmt an, dass dieser Teil der Liste aus mehreren genealogischen Listen, die vielleicht zu konkurrierenden Dynastien in Assur und Ekallatum gehören, wesentlich später, in mittelassyrischer Zeit, relativ wahllos zusammengestellt wurde, vielleicht unter Aššur-uballit I. Herrscher 1–26 der Königsliste stellen wohl die Genealogie von Schamschi-Adad I. dar, Herrscher 26–38 sind eine rivalisierende akkadische Überlieferung aus Assur.
Teilweise besteht auch der Verdacht, dass Schreiber teilweise zerstörte Namen falsch ergänzt haben, wie im Falle von IB.TAR-Sin, der vielleicht dem fehlenden Puzur-Sin entspricht.